# Penelope barbata
O jacu-barbudo (Penelope barbata) é um cracídeo encontrado no Peru e Equador.